# Highway, Wiltshire
Highway är en by i civil parish Hilmarton, i distriktet Wiltshire, i grevskapet Wiltshire, i England. Byn är belägen 15 km från Swindon. Highway var en civil parish fram till 1890 när blev den en del av Hilmarton. Civil parish hade 88 invånare år 1891. Byn nämndes i Domedagsboken (Domesday Book) år 1086, och kallades då Hiw(e)i.